# Garrigoles
Garrigoles település Spanyolországban, Girona tartományban. Garrigoles Ventalló, Viladamat, La Tallada d’Empordà, Verges, Jafre és Vilopriu községekkel határos. Lakosainak száma 185 fő (2024).

## Népesség
A település népessége az elmúlt években az alábbi módon változott:
| Lakosok száma | 150  | 377  | 286  | 244  | 149  | 141  | 160  | 159  | 162  | 185  |
|               | 1717 | 1887 | 1936 | 1960 | 1986 | 2004 | 2009 | 2014 | 2019 | 2024 |